# Willy Gervin
Willy Viggo Gervin (født 28. november 1903 i København, død 8. juli 1951 i Roskilde) var en dansk cykelrytter, der som medlem af DBC i København først og fremmest kørte banecykling.

## Cykelkarriere
Gervin var dansk mester i sprint i 1929 og blev samme år nummer tre ved VM i samme disciplin. Han vandt det nordiske mesterskab i 1000 m året efter og vandt VM-sølv i 1931 i sprint på hjemmebane efter sin landsmand Helge Harder.
Gervin deltog i OL 1932 i Los Angeles og stillede op i sprint samt sprint på tandem sammen med Harald Christensen. I sprint nåede han kvartfinalen, hvor han tabte. Gervin og Christensen vandt i tandem deres indledende heat mod et hollandsk par, men blev efterfølgende diskvalificeret for at have spærret vejen i spurten. De fik dog lov til at stille op i opsamlingsheatet, som de vandt og dermed var klar til semifinalen, hvor de tabte til franskmændene Maurice Perrin og Louis Chaillot, der efterfølgende vandt guld ved at besejre briterne Ernest og Stanley Chambers, mens Gervin og Christensen fik bronze som tabende semifinalister.
Gervin kørte som professionel 1933-1940.
Willy Gervin var bror til Axel Gervin, professionel cykelrytter 1926-1931.